# 薩菲泰

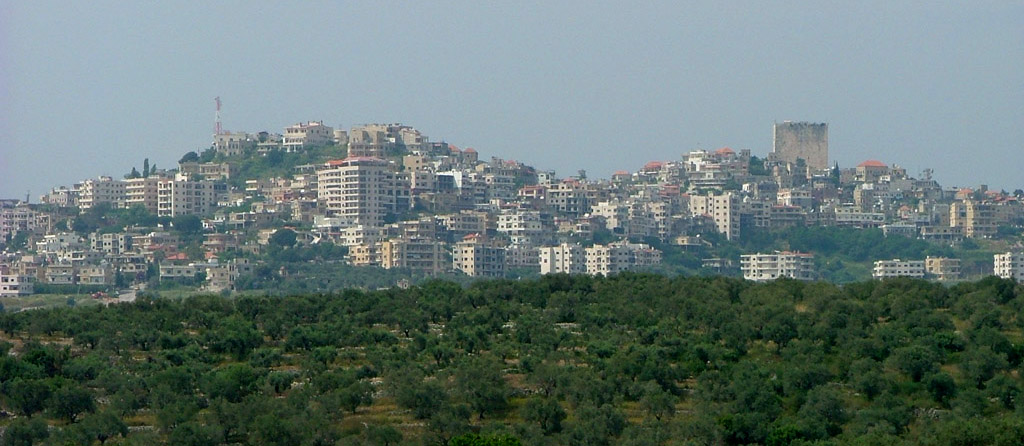

薩菲泰是敘利亞的城鎮，由塔爾圖斯省負責管轄，位於該國西部，距離首府塔爾圖斯35公里，海拔高度380米，該鎮自腓尼基人統治時有人類居住，2009年人口32,213。

## 外部連結
- News website on Safita (in Arabic)
- News website on Safita (in Arabic)

34°49′N 36°07′E / 34.817°N 36.117°E